# Kazım Bingen
Kazım Bingen (5 de maio de 1912; data de morte desconhecido) foi um ciclista turco que representou seu país nos Jogos Olímpicos de Verão de 1936 no individual e por equipes.